# Stilevoyt
Stilevoyt (znany również jako Stilvogt) – wrocławski ród patrycjuszowski niemieckiego pochodzenia.

## Historia

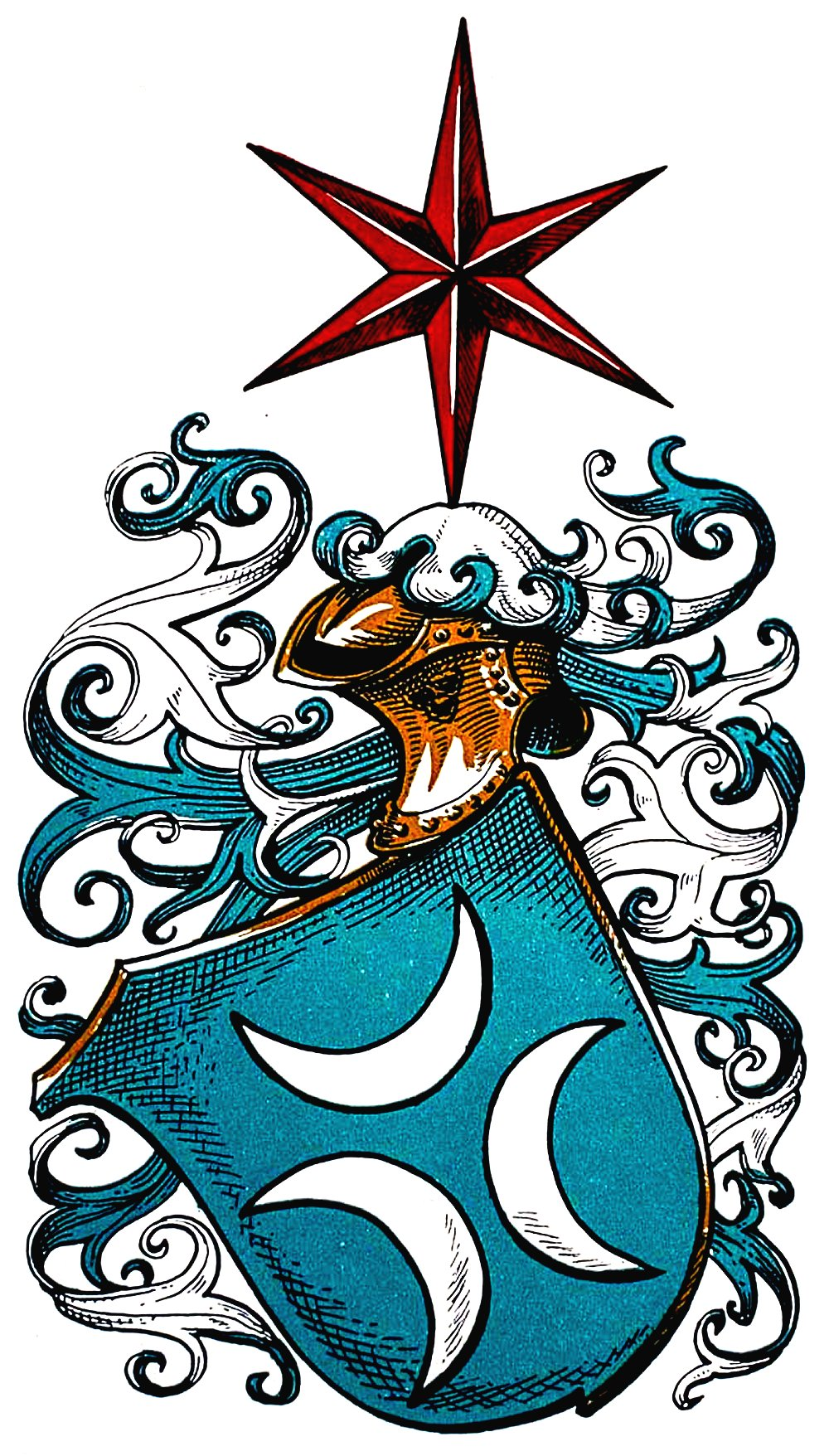
Herb rodu Stilevoyt.: R. Stein, Der Rat und die Ratsgechlechter des alten Breslau

Początki rodu związane są z napływem od XII wieku na obszar dzisiejszego lewobrzeżnego Wrocławia wielu obcokrajowców m.in. Niemców, Walonów, Żydów, tworzących nowe osady. Dokument z 1214 ukazuje, że jedna z nich, która powstała wokół dzisiejszego Nowego Targu, posiadała już własny statut, lasy, pola, kościół oraz co najważniejsze samorząd. Na jego czele stał sołtys Godinus, pierwszy znany przodek rodziny Stilevoyt. Najpóźniej w 1229 został on zastąpiony przez swojego syna Aleksandra. Obie postacie nie były wymieniane w źródłach pod nazwiskiem Stilevoyt. Pojawiło się ono dopiero przy imieniu Gedka, syna Aleksandra, znanego jako jednego z trzech wójtów założycieli lokacyjnego Krakowa z 1257. To właśnie on uważany jest za protoplastę rodu Stilevoyt. Gedko oraz jego potomkowie odgrywali aktywną rolę w historii Wrocławia, pełniąc urzędy ławników, sędziów, konsuli, posłów i zasiadając w radzie miasta. Oprócz tego zajmowali się głównie kupiectwem oraz posiadali ziemie. Najważniejszymi majątkami ziemskimi były: Kaltenhausen (wchłonięte w późniejszym okresie przez Schönborn, dziś znane jako Żerniki Wrocławskie), Rommenau (dzisiejszy Romnów niedaleko Kątów Wrocławskich) oraz młyn położony niedaleko Leśnicy (dzisiejsza dzielnica Wrocławia). Gałęź rodziny wywodząca się od Gedka Młodszego, syna Gedka, zaczęła również trudnić się złotnictwem. Ostatnim znanym przedstawicielem rodu jest Dorota, córka Piotra, zmarłego w 1406. Po tej dacie ród Stilevoyt przestaje występować w źródłach.
Rodzina Stilevoyt spokrewniona jest z kilkoma innymi niemieckimi rodami:

• Stammväter i Sachenkirch – wywodzących się od wnuków Konrada, brata Gedka.

• von Waldau (nie mylić z rodem Waldow) – wywodzący się od Henryka Młodszego, syna Henryka, brata Gedka.

• von der Neisse – córka Gedka, Anna, poślubiła protoplastę tegoż rodu Mikołaja von der Neisse.

## Nazwa
Stilevoyt wraz z jego różnymi odmianami, w dialekcie średnio-górno-niemieckim oznacza zastępcę wójta.

## Herb
Na tarczy w polu błękitnym trzy srebrne półksiężyce, dwa barkami do siebie, trzeci nad nimi, barkiem ku podstawie.
Klejnot: czerwona gwiazda, sześcioramienna.
Labry: błękitne, podbite srebrem.

## Drzewo genealogiczne[9]
- Godinus – wzmiankowany w 1214 jako solteto (sołtys).
  - 1. Aleksander – wzmiankowany w 1229 jako „scultetus de Wratislauia”.[potrzebny przypis]
    - a. Henryk – wójt lokacyjny Wrocławia w 1242-1262. Ławnik wrocławski w 1254.[potrzebny przypis]
      - i. Henryk Młodszy von Waldau – wójt Wrocławia w 1262-1272. Protoplasta rodu von Waldau.
      - ii. Aleksander – wzmiankowany w 1262.[potrzebny przypis]
      - iii. Zygfryd - wzmiankowany w 1262.[potrzebny przypis]

    - b. Gedko Stilevoyt – ławnik wrocławski z 1254. Jeden z trzech wójtów lokacyjnych Krakowa z 1257. Urzędu tego nie pełnił dłużej niż do 1261. W 1272 występuje już jako wójt Nowego Targu.[potrzebny przypis]
      - i. Bertrada Stilevoyt – wymieniona w 1270 jako żona Henryka von Zeitza.
      - ii. Mikołaj Stilevoyt – ur. ok. 1260. W 1284 pojawia się jako mieszczanin wrocławski. W latach 1289–1309 ławnik wrocławski w radzie miejskiej, oprócz lat 1297, 1301 i 1306 gdzie występuje jako konsul. Zmarł prawdopodobnie krótko po 1309.
        - 1. Konrad Starszy Stilevoyt – w 1290-1309 osiem razy zasiadał w radzie miejskiej Wrocławia. Ponownie wybrany do rady dopiero w 1319, gdzie służył w niej z przerwami aż do 1331. W 1330/31 został wybrany na jednego z trzech wrocławskich posłów do króla Czech Jana Luksemburskiego. Krótko później zmarł. W 1294 zakupił Rommenau.[potrzebny przypis]
          - a. Konrad Młodszy Stilevoyt – wzmiankowany w 1364 przy sprzedaży majątku w Kaltenhausen.
          - b. Małgorzata Stilevoyt
          - c. Berthold Stilevoyt
          - d. Klara Stilevoyt
          - e. Katarzyna Stilevoyt
          - f. Hans Stilevoyt – wzmiankowany w 1350 jako rycerz i w 1354 przy sprzedaży swojego udziału w Kaltenhausen.
          - g. Helwig Stilevoyt
          - h. Else Stilevoyt
          - i. Thimo Stilevoyt
          - j. Caritas Stilevoyt
          - k. Paweł Stilevoyt
            - i. Lucia Stilevoyt
            - ii. Hanko Stilevoyt – wzmiankowany w 1358.
            - iii. Piotr Stilevoyt – pan na Rommenau, zmarł w 1406.
              - 1. Dorota Stilevoyt – ostatnia przedstawicielka rodu. Po śmierci ojca wraz z matką w 1406 sprzedaje majątek w Rommenau. Wyszła za mąż za Mikołaja Sachwitza.

        - 2. Zygfryd Stilevoyt
        - 3. Agnieszka Stilevoyt – wzmiankowana w 1329 jako już zamężna oraz posiadająca potomstwo.
        - 4. Matthias Stilevoyt – wzmiankowany w 1330.

      - iii. N.N. Stilevoyt – wymieniona w 1282 jako żona rajcy wrocławskiego Helwika von Bunzlau.
      - iv. Anna Stilevoyt – wyszła za mąż za protoplastę rodu von der Neisse, Mikołaja.
      - v. Gedko Młodszy Stilevoyt –pojawia się od 1286. Wzmiankowany w latach 1298 i 1301 jako ławnik wrocławski, a w 1299 jako konsul. Pod koniec XIII wieku zaczął trudnić się złotnictwem. Zmarł przed 1325.
        - 1. Godinus Stilevoyt
          - a. Dytryk Stilevoyt
          - b. Henryk Stilevoyt
          - c. Else Stilevoyt
          - d. Katusch Stilevoyt
          - e. Erasmus Stilevoyt
          - f. Lorenz Stilevoyt

        - 2. Fritze Stilevoyt

    - c. Zygfryd – wzmiankowany w 1254 jako jeden z ławników wrocławskich.
    - d. Johann – niewiele o nim wiadomo, prawdopodobnie zmarł we wczesnym wieku.
    - e. Konrad – otrzymał od ojca Różankę (dzisiejsza dzielnica Wrocławia). W 1280, 1290, 1298 występuje jako konsul, a w 1293 jako ławnik. Stał się również obywatelem Świdnicy. Jego wnuki stały się protoplastami rodów Sachenkirch i Sachwitz.